# Balsameda adspersa
Balsameda adspersa är en skalbaggsart som beskrevs av Sharp 1877. Balsameda adspersa ingår i släktet Balsameda och familjen Cetoniidae. Inga underarter finns listade.